# Der Bund der Drei
Der Bund der Drei ist ein deutscher Stummfilm aus dem Jahre 1929 von Hans Behrendt mit Jenny Jugo und ihrem späteren Ehemann Enrico Benfer in den Hauptrollen.

## Handlung
Inez Diaz und ihr Vater sind in einer Pariser Bar beschäftigt. Eines Tages lesen sie in der Zeitung, dass ein gewisser Renard, seines Zeichens Besitzer einer Mine im australischen Outback, gerade auf Besuch in Berlin weilt. Inez ist angesichts dieser Nachricht wie elektrisiert und will sofort in die deutsche Hauptstadt reisen, glaubt sie doch, dass eben jener Renard einst ihre Mutter ermordet hat. Sie plant, sich an diesem Mann zu rächen. 
Gemeinsam mit ihrem Vater und einem Freund reisen sie als der titelgebende Bund der Drei nach Berlin, um Renard mit ihrer Anschuldigung zu konfrontieren. In dem Hotel, in dem Renard abgestiegen ist, lernt Inez dessen Sohn kennen, den schmucken Henri Renard. Schlagartig verliebt sie sich in ihn. Inez‘ Vermutung erweist sich glücklicherweise als falsch, der alte Renard hat nichts mit dem Tod ihrer Mutter zu tun. Als der wahre Täter gefasst wird, steht dem jungen Glück für eine gemeinsame Zukunft nichts mehr im Wege.

## Produktionsnotizen
Der Bund der Drei entstand von Juli bis September 1929 in der Umgebung von Berlin sowie auf Schloss Wilkendorf bei Strausberg und wurde am 12. Dezember 1929 in Berlins UFA-Pavillon am Nollendorfplatz uraufgeführt. Der Film besaß 1869 Meter Länge, verteilt auf sechs Akte.
Willi A. Herrmann entwarf die Filmbauten.
Dies war Jenny Jugos letzter Stummfilm.

## Kritik
„Wieder eine Gelegenheit für Jenny Jugo, sich von ihren hübschesten Seiten zu zeigen und bei einem in Moll getauchten und mit traurigen Schatten der Vergangenheit umrandeten Thema mit Grazie zu lächeln. Es ist der gelungenste Jugo-Film dieser Saison geworden.“